# Jacques de Watteville

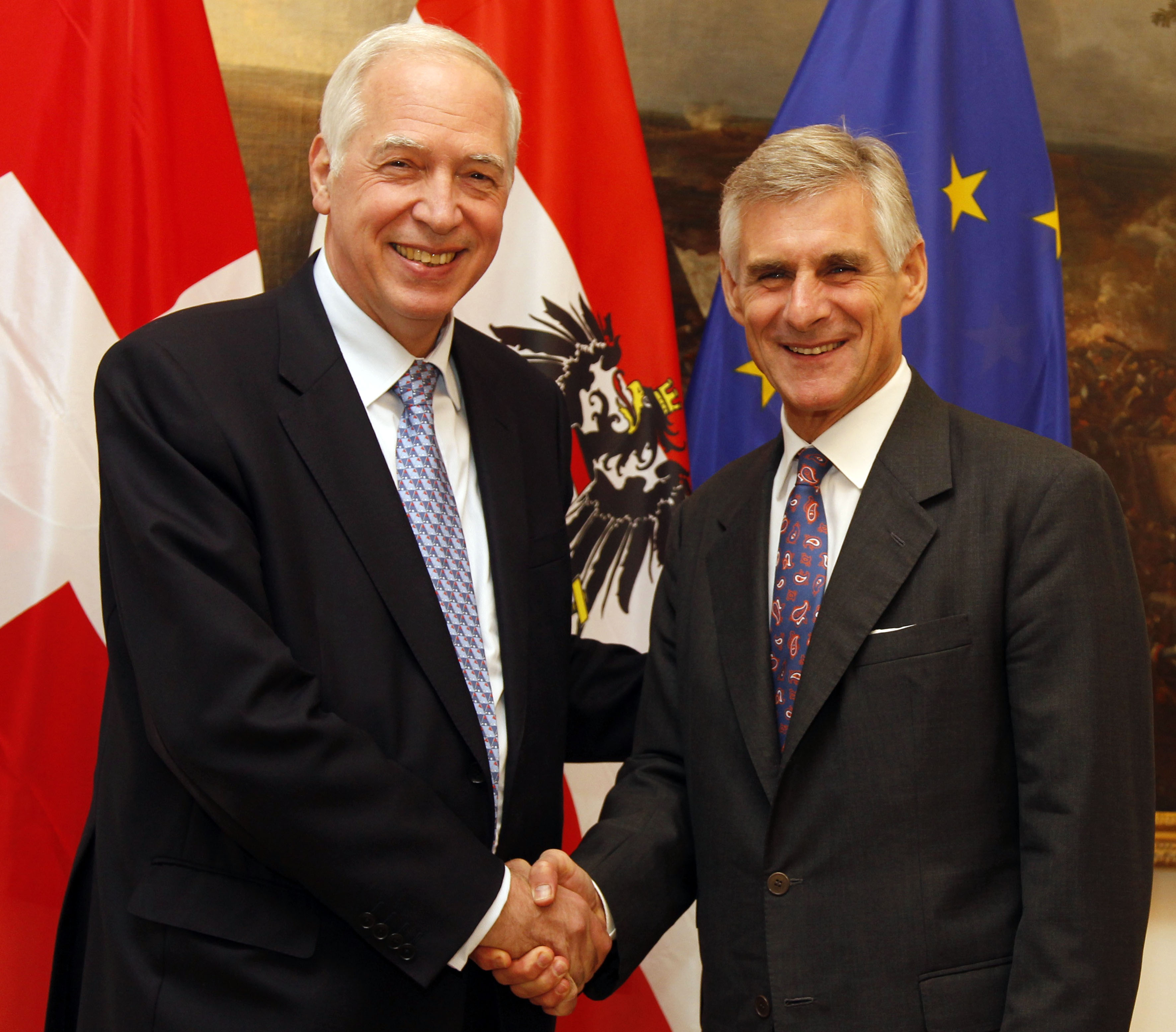
Jacques de Watteville (links) mit Michael Linhart

Jacques de Watteville (* 1951 in Lausanne) ist ein Schweizer Diplomat. Er war von 2015 bis 2017 EU-Chef-Unterhändler der Schweiz.
Nach dem Baccalauréat in Paris studierte de Watteville Rechts- und Wirtschaftswissenschaften und promovierte zum Dr. jur. an der Universität Lausanne. Er trat 1982 in den diplomatischen Dienst des Eidgenössischen Departementes für auswärtige Angelegenheiten (EDA) ein. Nach verschiedenen Positionen als Sekretär, Botschaftsrat, Gesandter und Botschafter in Bern, Brüssel, London, Damaskus und Peking wurde er 2013 zum Staatssekretär des Eidgenössischen Finanzdepartements (EFD) ernannt. Im August 2015 ernannte ihn der Bundesrat zum Chef-Unterhändler für die Verhandlungen mit der Europäischen Union zur Umsetzung des neuen Verfassungsartikels zur Zuwanderung. Aufgrund seiner Pensionierung wurde er in dieser Funktion zum 1. April 2017 von der Staatssekretärin im EDA, Pascale Baeriswyl, abgelöst.
De Watteville ist verheiratet und hat drei Kinder.

## Schriften
- La piraterie aérienne : étude de droit international et de droit suisse. R. Thonney-Dupraz, Lausanne 1978. (Diss., Universität Lausanne)
- La Suisse et la coopération internationale pour lutter contre la concurrence fiscale dommageable. Kantone im Integrationsprozess : zwölf Arbeitspapiere, 44
- Secret bancaire : le secret bancaire suisse face aux développements internationaux récents, notamment à l'OCDE et dans l'UE. Volkswirtschaft, 73(2000) Heft 7, S. 32–35.